# Активація фолікула яєчника
Активацію фолікулів яєчників можна назвати первинними фолікулами в яєчниках, які переходять із спокійної (неактивної) фази у фазу зростання. Первинний фолікул в яєчнику - це те, що складає “пул” фолікулів, які будуть перетворені на преовуляторні фолікули, готові до вивільнення під час овуляції. Процес розвитку від первинного фолікула до овуляційного фолікула називається фолікулогенезом.
Активація первинного фолікула передбачає наступне: морфологічна зміна від плоских до кубічних гранульованих клітин, проліферація гранульованих клітин, формування захисного шару зони пелюциди та ріст ооцита. 
Широко зрозуміло, що андрогени діють насамперед на преантральні фолікули і що ця активність важлива для росту преантрального фолікула. Крім того, вважається, що андрогени беруть участь у первинній активації фолікула. Однак вплив андрогенів на первинний рекрутинг фолікулів і те, чи є ця реакція первинною чи вторинною, все ще невідомо.

### Активація розвитку первинного фолікула
Первинні фолікули активізуються, щоб перерости в антральні фолікули. Зв'язок між ооцитами та оточуючими соматичними клітинами, такими як клітини гранульози та клітини теки, беруть участь у контролі активації первинного фолікула. Існують різні сигнальні шляхи активатора, які беруть участь у контролі активації фолікулів яєчників, включаючи: нейротропін, фактор росту нервів (NGF) та його тирозинову рецепторну кіназу (NTRK1), нейротрофін 4 (NT4), нейротрофічний фактор, отриманий з мозку (BDNF) та їх рецептор NTRK2. Додаткові ліганди відіграють роль у сприянні активації первинних фолікулів, таких як трансформація фактора росту-бета (TGF-B), фактора диференціації росту 9 (GDF9) та морфогенного білка 15 кістки (BMP15).

#### GDF9
Швидкість фолікулярної активації збільшується в експериментах, де додається рекомбінантний GDF9. Крім того, додавання GDF9 in vitro до кортикальної тканини яєчників людини викликає посилену активацію та виживання фолікулів. Видалення GDF9 з мишей шляхом нокаутуючих експериментів зупиняє прогресування фолікула після першої стадії та запобігає проліферації гранульозних клітин. Однак ці нульові миші GDF9 мають прискорений ріст ооцитів, що припускає, що GDF9 частково відповідає за рекрутування клітин гранульози, а також інгібує ріст ооцитів. GDF9 сприяє виживанню та зростанню фолікулів в результаті змоченого апоптозу гранульози та фолікулярної атрезії. 

#### TGF-β
Як обговорювалося вище, ліганди TGF-β, наприклад BMP4 та BMP7, відіграють роль у фолікулярній активації. SMADS - це молекули, розташовані за течією сигнального шляху TGF-β, отже, для активації покладаються на TGF-β. За відсутності SMAD, у мишей спостерігається знижений фолікулогенез із зменшенням кількості первинних фолікулів, а також розвинених дорослих фолікулів на обох стадіях розвитку. Показано, що BMP15 стимулює ріст гранульозних клітин, стимулюючи проліферацію недиференційованих гранульозних клітин. Це не залежить від FSH. Було показано, що два маркери проліферації, Ki-67 та проліферуючий клітинний ядерний антиген (PCNA), регулюються цими факторами. Крім того, PCNA пропонується діяти як ключовий регулятор розвитку фолікулів яєчників. Часова експресія PCNA в ооцитах збігається з початком формування первинного фолікула. PCNA сприяє апоптозу ооцитів, який регулює складання первинного фолікула. 

#### Foxl2
Ще однією молекулою, яка брала участь в активації фолікулів ооцитів, є Forkhead boxL2 (Foxl2). Під час нокаут-досліджень було показано, що Foxl2 може бути відповідальним за кубоїдальний перехід клітин попередньої гранульози. Отже, коли Foxl2 видаляється, первинні фолікули не можуть перерости у вторинні фолікули.

### Репресія активації первинного фолікула

#### PTEN
Гомолог фосфатази та тензину (PTEN) - ген супресору пухлини, дії якого безпосередньо впливають на активацію первинних фолікулів. Це робиться шляхом негативного контролю шляху PI3K / AKT / mTOR. Ця особлива дія PTEN була спочатку виявлена в експерименті з використанням мишей-нокаутів PTEN. Відсутність PTEN у первинних фолікулах призводить до збільшення фосфорилювання AKT. Потім це створює подальший ріст експорту FOXO3, оскільки АКТ більше не перешкоджає його виробництву. Це призвело до надмірної активації первинних фолікулів, що призвело до передчасного спаду пулу первинних фолікулів.

#### Foxo3
Foxo3 у мишей, спостерігається величезна неконтрольована активація фолікулів, таким чином яєчники мишей відчувають дефіцит у цілому пулі первинних фолікулів, оскільки вони були передчасно активовані. Ця дія регулюється фосфорилюванням, нефосфорильована форма транскрипційно активна в ядрі. Однак, коли відбувається фосфорилювання, білок транспортується до цитоплазми і втрачає транскрипційну активність. Пелосі та ін. зазначив, що час і рівень експресії Foxo3 дуже важливі для регулювання активації фолікулів яєчників. 
AKt-PTEN-AKt та Foxo3 задіяні в одному шляху. PTEN знаходиться вище за течією AKt. Отже, якщо PTEN спеціально видаляється з ооцита, це призводить до збільшення активності AKt, що призводить до того, що велика кількість сплячих фолікулів яєчників відновлює свій ріст і диференціацію. Комплекс TSC також відіграє важливу роль у цих шляхах, пригнічуючи активність mTOR, яка, як було доведено, є важливою для збереження спокою.

#### TSCтаmTOR
Вважається, що комплекс туберину / бульбового склерозу також важливий для регуляції активації первинного фолікула. TSC негативно контролює функцію mTOR (цілі рапаміцину для ссавців). Нокаутовані миші TSC мають підвищений рівень активності mTORC1. Супресія mTORC1 є необхідним процесом, щоб запобігти передчасному активуванню первинних фолікулів і, отже, передчасній недостатності яєчників.

#### AMN
AMN (Антимюллеровий гормон) є членом трансформуючого фактора росту бета (TGF-b), який відіграє дуже важливу роль у регулюванні функції яєчників та яєчників. В першу чергу АМГ пригнічує початкове зарахування спокійних первинних фолікулів. По-друге, АМГ запобігає регуляції росту преантрального / малого антрального фолікула, зменшуючи їх реакцію на ФСГ.

#### Інгібітор циклінозалежної кінази(Cdk) p27
P27 інгібує прогресування клітинного циклу на фазі G1 [9], запобігаючи дії цикліну E-Cdk2. Завдяки своїй важливій ролі в клітинному циклі, він знаходиться в ядрі ооцитів мишей у первинних та первинних фолікулах. Під час статевого дозрівання нокауту мишей p27 всі первинні фолікули активуються і призводять до POF. Це вказує на те, що р27 є життєво важливим регулятором у підтримці стану спокою в первинних фолікулах.

### Медичні наслідки

#### Передчасна недостатність яєчників (POF)
Передчасна недостатність яєчників (POF) або передчасна недостатність яєчників (POI) - це жіночий репродуктивний розлад, що характеризується принаймні 4 місяцями первинної або вторинної аменореї до 40 років [10]. Це обумовлено або зменшенням первинного фолікулярного пулу, прискореною атрезією фолікулів, або зміненим дозріванням або набором первинних фолікулів і пов’язане з менопаузальним рівнем фолікулостимулюючих гормонів, що перевищує 40 Ul / L. [10], [11] Специфічні гени-активатори та супресори причетні до активації фолікулів яєчників, і останні дослідження показують, що POF може бути наслідком генетичної мутації одного або декількох з цих генів.
Моделі FOXL2 - нокаути FOXL2 показали поразку диференціації гранульозних клітин, що призвело до передчасної активації та виснаження первинних фолікулів, характерних для POF. Виявлено дві різні варіації мутацій гена FOXL2, які викликають різні форми POF, одна з більш раннім початком, а інша з більш пізнім початком та неповною пенетрантністю. [12] Крім того, мутації гена FOXL2 були виявлені приблизно у 5% пацієнтів з несиндромними POF, що свідчить про те, що мутації FOXL2 також пов'язані з ідіопатичним POF. [10]
BMP15 та GDF9 - мутації в генах BMP15 та GDF9 можуть бути залучені до POF, але не є основними причинами захворювання. Наприклад, низька частота мутацій GDF9 була виявлена у великій когорті індійських випадків POF [13].
SOHLH1 - Мало що відомо про причинну асоціацію SOHLH1 та POF, однак було виявлено, що три нові варіанти SOHLH1 потенційно можуть спричинити захворювання, і при вивченні вони відсутні у контрольних групах. [12]
AMH - Зниження експресії AMH у фораліях антрального фосфату призводить до дефектного розвитку антрального відділу. [14]
mTORC1 та PI3K - Дерегуляція сигнальних шляхів mTORC1 та PI3K в ооцитах призводить до патологічних станів яєчників, включаючи POF та подальше безпліддя. [15]
PTEN - Дослідження мишей з делецією PTEN в ооцитах показали ранню активацію всього пулу первинних фолікулів, що призвело до відсутності первинних фолікулів у зрілому віці, що призвело до фенотипу POF [16].
Foxo3a - Дослідження на мишах з повною та частковою делецією Foxo3a також показали передчасну активацію цілого пулу фолікулів, руйнуючи резерв яєчників та приводячи до загибелі яйцеклітин. Це призвело до фенотипу POF, який спостерігався в дослідженнях у ряді країн. [17], [18]
TSC - В ооцитах мишей-нокаутів Tsc2 підвищена активність mTORC1 призводить до того, що пул первинних фолікулів передчасно активується. Це призводить до виснаження фолікулів у ранньому дорослому віці, що спричинює POF. [7]

#### Хіміотерапіята активація фолікулів яєчників
Окрім наявності багатьох генетичних причин, передчасна недостатність яєчників виявляється побічним ефектом багатьох хіміотерапевтичних засобів. [19] Пошкодження яєчників, як видається, залежать від дози, і клас хіміотерапевтичних препаратів, відомих як алкілуючі агенти, здається, завдає найбільшої шкоди яєчникам і фолікулам. Є два способи, якими ця шкода може виникнути:
Шляхом прямого пошкодження первинного фолікула, що спричиняє загибель клітин через токсичність
Шляхом непрямого пошкодження стромальних клітин, які оточують фолікул і підтримують його, дозволяють йому рости. Втрата цих підтримуючих клітин призводить до загибелі фолікула.
Показано, що хіміотерапевтичні засоби, такі як циклофосфамід, активують шлях PI3K / PTEN / Akr, який є основним шляхом підтримання фолікулів у стані спокою та надання їм можливості рости - активація цього шляху спонукає більше первинних фолікулів рости та розвиватися. [19] Потім ці зростаючі фолікули можуть бути знищені під час наступних раундів хіміотерапії, які часто націлюються на зростаючі клітини, що в подальшому призведе до того, що більш первинні фолікули диференціюватимуться і зростатимуть замість зруйнованих клітин. Ця концепція, відома як вигорання, призводить до виснаження резерву яєчників і призводить до передчасної відмови яєчників.

#### Кріоконсерваціяооцитів
Кріоконсервація ооцитів - це процес консервування, який може бути використаний як спосіб збереження фертильності у дітей, які лікуються від дитячого або підліткового раку, а також для уникнення пошкодження яєчників, спричиненого цитотоксичними препаратами, які часто використовуються в хіміотерапії. [20] Існує кілька методів кріоконсервації, кожен з різним рівнем ефективності. Після кріоконсервації тканина яєчників повинна бути знову поміщена в пацієнтку, щоб яєчник знову міг нормально функціонувати і відновити фертильність.

#### Відновлення активності яєчників після кріоконсервації
Відновлення функції яєчників відбувається майже у всіх випадках кріоконсервації, але для відновлення повноцінної функції фолікулів яєчників потрібен деякий час. У всіх випадках успішного відновлення функції пройшло 3,5-6,5 місяців після реімплантації, перш ніж було виявлено підвищення рівня естрогену, ключового гормону, що виробляється яєчником, і зниження фолікулостимулюючого гормону (ФСГ). Різниця у різниці в часі може бути пов’язана з різницею фолікулярних запасів у жінок на момент кріоконсервації. 